# Retour à Brideshead (film)
Pour les articles homonymes, voir Retour à Brideshead.
Pour plus de détails, voir Fiche technique et Distribution.
Retour à Brideshead (Brideshead Revisited) est un film britannique réalisé par Julian Jarrold, sorti en 2008, et inspiré du roman homonyme d'Evelyn Waugh.

## Synopsis
Nous sommes dans l'Angleterre des années 1920. Charles Ryder est étudiant en histoire, mais en réalité aspire à devenir artiste. Il s'adonne à la peinture, activité qu'il exercera non sans succès bien plus tard, et avec un certain penchant pour les nus. À l'Université d'Oxford, il rencontre Lord Sebastian Flyte avec qui il se lie d'amitié au point d'être invité, bien qu'appartenant à la classe moyenne, dans la somptueuse propriété familiale de Brideshead. Rapidement, l'aristocrate se révèle être alcoolique et homosexuel. Sa mère, Teresa Flyte ou Lady Marchmain, est une catholique trés dévote. Quant à son père, Lord Marchmain, il s'est retiré à Venise auprès de sa maîtresse. Les frères et sœurs de Sebastian sont eux aussi peu conventionnels, chacun à sa manière, notamment la jeune Julia, au caractère extravagant.
Continuellement préoccupée par la vie de son fils, Teresa ne voit pas d'un mauvais œil l'arrivée de Charles. Espérant que Charles serait capable de ramener Sebastian sur le bon chemin, elle l'encourage même à accompagner ce dernier à Venise à l'occasion d'une visite  des enfants auprès de leur père.  Là, Charles a surtout l'occasion de mieux connaître Julia en parcourant longuement les rues et monuments de la Cité des Doges. Les sentiments s'éveillent et, un beau soir, se croyant protégé par l'obscurité, il embrasse Julia. Mais Sebastian les voit, devient jaloux, et s'en prend à Charles. Le roman de Waugh n'est pas clair sur la possible relation incestueuse entre Sebastian et Julia, un ambiguïté  que Jarrold a décidé de dépasser dans son adaptation. La relation entre Charles et Julia se fait toujours plus intime et, à la fin du séjour à Venise, l'amitié entre Sebastian et Charles appartient au passé.
Une fois à Brideshead, Charles demande la main de Julia, mais Teresa refuse. La position de Charles au sein de la famille se dégrade progressivement, jusqu'au jour où Teresa lui fait comprendre qu'il n'est plus leur hôte. Sebastian, quant à lui, sombre toujours plus dans l'alcoolisme, puis se retire à Marrakech. Charles renoue avec la famille lorsque Teresa est sur le point de mourir et que Sebastian se trouve dans un état de santé critique. Il fait le voyage de Marrakech dans l'intention de rapatrier Sebastian à Brideshead, mais se rend compte que cela n'est plus possible.
Plus tard, Charles retrouve Julia. Chacun s'est marié entre-temps. Mais les ex-amants se rendent compte que leurs sentiments de jadis sont toujours aussi intenses et ils se rendent ensemble à Brideshead — c'est le « retour à Brideshead ». Là, ils décident de quitter leurs époux respectifs pour aller vivre en Italie. Mais cette idylle ne dure guère et Julia, rappelée à sa foi catholique lors du décès de Lord Marchmain, son père, décide d'abandonner Charles pour regagner le foyer matrimonial.
Lorsque s'ouvrent les derniers chapitres du Retour à Brideshead, nous sommes au début de la Seconde Guerre mondiale. Charles est officier et entame le déclin de sa vie.

## Fiche technique
- Titre original : Brideshead Revisited
- Titre français : Retour à Brideshead
- Réalisation : Julian Jarrold
- Scénario : Jeremy Brock et Andrew Davies, d'après le roman éponyme d'Evelyn Waugh
- Décors : Alice Normington
- Costumes : Eimer Ni Mhaoldomhnaigh
- Casting : Priscilla John
- Photographie : Jess Hall (en)
- Montage : Chris Gill
- Musique : Adrian Johnston
- Production : Robert Bernstein, Kevin Loader,  Douglas Rae
- Société de production : Ecosse Films
- Société de distribution : Miramax Films (US)
- Format : Couleur - Dolby stéréo
- Pays d'origine : Royaume-Uni
- Genre : Drame romantique
- Durée : 133 min
- Date de sortie : 
  - États-Unis : 25 juillet 2008
- Recettes mondiales : 13 204 291 USD[1]

## Distribution
- Emma Thompson: Teresa Flyte, Marquise de Marchmain (Lady Marchmain)
- Michael Gambon: Alexander Flyte, Marquis de Marchmain (Lord Marchmain)
- Greta Scacchi: Cara, maîtresse de Lord Marchmain
- Ben Whishaw: Sebastian Flyte, fils
- Hayley Atwell: Julia Flyte, fille
- Felicity Jones: Cordelia Flyte, fille
- Matthew Goode: Charles Ryder
- Patrick Malahide: M. Ryder
- Jonathan Cake: Rex Mottram, mari de Julia